# Eleccions municipals de 2015 a Aiguamúrcia
Les eleccions municipals de 2015 a Aiguamúrcia van ser unes eleccions locals que es van celebrar el diumenge 24 de maig de 2015 a Aiguamúrcia, a l'Alt Camp, com a part de les eleccions municipals espanyoles. Es van triar els 7 regidors de l'Ajuntament d'Aiguamúrcia.

## Sistema electoral
Les eleccions als ajuntaments de l'Estat espanyol estan fixades per celebrar-se el quart diumenge de maig cada quatre anys. El sistema electoral fa servir la regla D'Hondt amb representació proporcional, llistes tancades i una barrera electoral del 5% dels vots vàlids, que inclou els vots en blanc. La votació per a l'assemblea local es basa en el sufragi universal.
En les eleccions municipals, la circumscripció electoral és el municipi i el nombre d'escons (o sigui, regidors) a triar del municipi es determina en funció del nombre d'habitants censats en aquest municipi. En el cas d'Aiguamúrcia, en tenir 698 persones censades, l'hi correspon 7 regidors.

## Candidatures
El 28 d'abril del mateix any, la Junta Electoral de Zona del Vendrell va proclamar quatre candidatures del municipi d'Aiguamúrcia en el Butlletí Oficial de la Província de Tarragona.
1. Convergència i Unió (CiU)
2. Tots Som Aiguamúrcia - Acord Municipal (TSA-AM)
3. Independents Pel Municipi d'Aiguamúrcia (IMA-E)
4. Partit Popular (PP)

## Jornada electoral

### Constitució de les meses
En aquell moment, Aiguamúrcia tenia una població de 909 habitants, dels quals 698 persones van ser cridades a votar en una de les dues meses que es van constituir al municipi.

### Participació
La participació en aquestes eleccions va ser de 70,9%, el qual cosa implica que un total de 495 ciutadans del municipi van decidir exercir el seu dret a vot. Comparant aquesta participació amb la mitjana catalana, Aiguamúrcia va registrar una xifra molt més alta, situant-se en 12,4 punts percentuals per sobre.
A continuació, es presenta una taula amb els percentatges de participació registrats a diferents hores del dia de les eleccions:
| Hores              | Aiguamúrcia    |
| ------------------ | -------------- |
| Participació (14h) | 39,8% ( 2,1%)  |
| Participació (18h) | 53,7% ( -1,3%) |
| Participació (20h) | 70,9% ( -2,6%) |